# Saison 1997-1998 de l'Olympique de Marseille
Maillots
Chronologie
Saison précédente Saison suivante
La saison 1997-1998 de l'Olympique de Marseille voit le club marseillais disputer le championnat de France, la Coupe de France et la Coupe de la Ligue.

## Résumé de la saison
L'Olympique de Marseille est remonté en première division la saison précédente et il assure son maintien. Cette année de transition passée, Robert Louis-Dreyfus, actionnaire principal et propriétaire du club, permet à l'OM de recruter quelques beaux noms du football avec l'arrivée de l'entraîneur Rolland Courbis ainsi que celles de Laurent Blanc, Christophe Dugarry ou Fabrizio Ravanelli.
La moins bonne place en championnat occupée par les Marseillais s'avère être une huitième position au terme de la neuvième journée. Le club est leader au bout de vingt-six matches et une victoire 0-4 contre Toulouse, ce qui pousse son entraîneur Alain Giresse à affirmer que l'OM finira champion. Cependant, les deux matchs suivants deviennent le tournant de la saison pour les Olympiens puisqu'ils les perdent et ils se retrouvent classés troisièmes à la vingt-huitième journée. Les six dernières rencontres se soldent sur un bilan d'une victoire, quatre matchs nuls, une défaite et le club marseillais termine à la quatrième place au terme de la saison. Cette position permet à l'OM de pouvoir disputer la Coupe UEFA la saison suivante.

## Les rencontres de la saison

### Division 1
| J1  | J2  | J3  | J4  | J5  | J6  | J7  | J8  | J9  | J10 | J11 | J12 | J13 | J14 | J15 | J16 | J17 | J18 | J19 | J20 | J21 | J22 | J23 | J24 | J25 | J26 | J27 | J28 | J29 | J30 | J31 | J32 | J33  | J34  |
| --- | --- | --- | --- | --- | --- | --- | --- | --- | --- | --- | --- | --- | --- | --- | --- | --- | --- | --- | --- | --- | --- | --- | --- | --- | --- | --- | --- | --- | --- | --- | --- | ---- | ---- |
| V   | V   | N   | D   | N   | V   | D   | V   | D   | V   | V   | V   | N   | V   | V   | V   | D   | D   | N   | V   | V   | D   | N   | V   | V   | V   | D   | D   | V   | N   | N   | D   | N    | N    |
| 2e  | 3e  | 3e  | 5e  | 6e  | 4e  | 7e  | 4e  | 8e  | 7e  | 5e  | 4e  | 4e  | 4e  | 3e  | 1er | 2e  | 4e  | 4e  | 4e  | 4e  | 4e  | 4e  | 3e  | 1er | 1er | 1er | 3e  | 3e  | 3e  | 3e  | 3e  | 3e   | 4e   |
| - 0 | - 0 | - 2 | - 5 | - 7 | - 5 | - 8 | - 6 | - 9 | - 6 | - 6 | - 4 | - 6 | - 3 | - 0 | + 2 | - 1 | - 2 | - 4 | - 4 | - 2 | - 5 | - 5 | - 2 | + 0 | + 0 | + 0 | - 3 | - 3 | - 4 | - 6 | - 9 | - 11 | - 11 |

## Statistiques

### Statistiques collectives
Ce tableau récapitule l'ensemble des performances du club dans les différentes compétitions disputées lors de la saison.
| Compétition           | Débute au tour | Place ou tour final | Première rencontre | Dernière rencontre | Nombre de matchs |
| Championnat de France | -              | 4e                  | 2 août 1997        | 9 mai 1998         | 34               |
| Coupe de France       | 1/32 de finale | 1/8 de finale       | 17 janvier 1998    | 27 février 1998    | 3                |
| Coupe de la Ligue     | 1/16 de finale | 1/4 de finale       | 4 janvier 1998     | 17 février 1998    | 3                |

#### Division 1
- Meilleur classement de la saison : 1er (J16 / J25 à J27)
- Pire classement de la saison : 8e (J9)
- Plus grand écart de points avec le poursuivant : + 2 (J16)
- Plus grand écart de points avec le leader : - 11 (J33-J34)
- Plus grande série de victoires : 3 (J10 à J12 / J14 à J16 / J24 à J26)
- Plus grande série de matchs nuls : 2 (J30-31 / J33-34)
- Plus grande série de défaites : 2 (J17-18 / J27-28)
- Plus grande série de matchs sans défaite : 7 (J10 à 16)
- Plus grande série de matchs sans victoire : 5 (J30 à 34)
- Plus large victoire : 0-4 (VS Toulouse) / 4-0 (VS Auxerre)
- Plus large défaite : 2-0 (VS Monaco, Bordeaux et Strasbourg)
- Plus grande série de matchs en marquant au moins un but : 7 (J10 à J16 / J20 à J26)
- Plus grande série de matchs sans marquer : 3 (J17 à J19)
- Rencontre avec le plus de buts marqués par l'OM : 4 (victoire 0-4 VS Toulouse / victoire 4-0 VS Auxerre)
- Rencontre avec le plus de buts encaissés par l'OM : 3 (défaite 2-3 VS Lens / défaite 3-2 VS Metz / 3-3 VS Cannes)
- Rencontre la plus prolifique en buts : 6 (3-3 contre Cannes)
- Rencontre la moins prolifique en buts : 0 (0-0 contre Montpellier [2 fois], Paris SG, Strasbourg)

### Statistiques buteurs
| Position en club | Position en Division 1 | Joueur             | Poste     | Nombre de buts       | 1 but toutes les... |
| ---------------- | ---------------------- | ------------------ | --------- | -------------------- | ------------------- |
| 1er              | 11e                    | Laurent Blanc      | Défenseur | 11 (dont 3 penaltys) | 253 minutes         |
| 2e               | 12e                    | Xavier Gravelaine  | Attaquant | 10                   | 236 minutes (3e)    |
| 3e               | 17e                    | Fabrizio Ravanelli | Attaquant | 9                    | 194 minutes (2e)    |
| 4e               | 64e                    | Arthur Moses       | Attaquant | 3                    | 174 minutes (1er)   |
| 5e               | 106e                   | Titi Camara        | Attaquant | 2                    | 813 minutes         |
| 6e               | 119e                   | Eric Roy           | Milieu    | 2                    | 1181 minutes        |
| 7e               | 146e                   | Christophe Dugarry | Attaquant | 1                    | 659 minutes         |
| 8e               | 147e                   | Ludovic Asuar      | Milieu    | 1                    | 665 minutes         |
| 9e               | 170e                   | Frédéric Brando    | Milieu    | 1                    | 1327 minutes        |
| 10e              | 171e                   | Olivier Echouafni  | Milieu    | 1                    | 1380 minutes        |
| 11e              | 181e                   | Serge Blanc        | Défenseur | 1                    | 1954 minutes        |
| 12e              | 194e                   | Cyril Domoraud     | Défenseur | 1                    | 2461 minutes        |

## Ouvrage
- « Statisitques », Onze Mondial, no Spécial bilan 1997-1998,‎ 28 juin 1998, p. 102-103 (ISSN 0995-6921)